# Léopold Eyharts
Léopold Eyharts (* 28. dubna 1957 v Biarritzu na jihozápadě Francie) je bývalý francouzský vojenský pilot, v červenci 1990 vybraný mezi astronauty francouzské kosmické agentury CNES. Od srpna 1998 je členem sboru astronautů ESA. Do vesmíru se dostal dvakrát, roku 1998 v ruském Sojuzu na tři týdny na stanici Mir, podruhé jej vyvezl americký raketoplán Atlantis na Mezinárodní vesmírnou stanici (ISS), kde strávil sedm týdnů. Celkem prožil v kosmu 68 dní, 21 hodin a 29 minut.

## Život

### Pilot
Léopold Eyharts pochází z Biarritzu, od roku 1977 studoval na letecké akademii v Salon-de-Provence, kde roku 1979 obdržel inženýrský titul, roku 1980 získal kvalifikaci stíhacího pilota. Od roku 1980 sloužil v letectvu, létal na stíhačkách Jaguar. Po ročním kurzu ve škole zkušebních letců (École des Équipages d'Essais) v Istres byl roku 1988 přeložen do Leteckého zkušebního střediska v Brétigny-sur-Orge, od roku 1990 jako hlavní zkušební pilot.

### Kosmonaut
Roku 1985 se zúčastnil náboru astronautů agentury CNES, ale neúspěšně. Astronautem se stal až při následujícím náboru v červenci 1990. Jako astronaut se účastnil prací na raketoplánu Hermes, byl v předpokládané letové posádce s Benoitem Silve. V letech 1991 a 1993 prošel výcvikem v rámci programu Buran, létal na letounech Tu-154 a MiG-25 simulujících raketoplán. V červenci 1994 byl jmenován náhradníkem Claudie Andre-Deshaysové, která letěla na Mir v Sojuzu TM-24 v srpnu 1996. V prosinci 1996 byl zařazen do hlavní posádky Sojuzu TM-26 spolu s Anatolijem Solovjovem a Pavlem Vinogradovem z 24. základní expedice, s plánovaným startem v srpnu 1997, ale po vyřazení modulu Spektr při nehodě byl jeho let posunut o půl roku.
Do vesmíru vzlétl 29. ledna 1998 v lodi Sojuz TM-27 s Talgatem Musabajevem a Nikolajem Budarinem z 25. základní expedice. Dne 31. ledna se Sojuz TM-27 spojil s Mirem, kosmonauti plnili plánovaný program a 19. února 1998 Eyharts se Solovjovem a Vinogradovem přistáli. Eyhartsův první let trval 20 dní, 16 hodin a 36 minut.
V srpnu 1998 přešel z CNES do sboru astronautů ESA. Roku 1998 zahájil výcvik v Houstonu pro případný let na raketoplánu, získal kvalifikaci letového specialisty. V dubnu 2005 byl jmenován náhradníkem Thomase Reitera, kterého měl téhož roku vynést na Mezinárodní vesmírnou stanici (ISS) raketoplán v letu STS-121. Tato mise se uskutečnila nakonec až v červenci 2006.
Už v srpnu 2006 byl Eyharts zařazen do posádky Expedice 16 se startem při letu STS-122 a přistáním při STS-123. Let STS-122 raketoplánu Atlantis začal 7. února 2008. Už po šesti týdnech pobytu na ISS byl vystřídán a 25. března 2008 přistál na Floridě na palubě Endeavouru. Podruhé prožil v kosmu 48 dní, 4 hodiny a 54 minut.